# José Pérula
José Pérula y de la Parra (Sesma, c. 1830 - Mondariz-Balneario, 1881) fue un militar español carlista.

## Biografía
Nació en Sesma (Navarra) alrededor del año 1830. Participó en el alzamiento carlista de 1855 y cayó en poder de los liberales, siendo a la sazón Capitán de la Caballería carlista de los Hierros levantados en Castilla, especialmente en la provincia de Burgos. Un Consejo de Guerra le condenó a servir durante ocho años en la isla de Cuba, en clase de soldado; pero en 1858 fue amnistiado y se fue a vivir en su tierra.
Al ser declarada la guerra de África, marchó a ella como voluntario de Caballería, y en aquella campaña conquistó por su valor la Cruz de la Real y Militar Orden de San Fernando. Después ejerció el cargo de notario en Corella. Cuando tuvo lugar la sublevación de la Marina en Cádiz fue con el Conde de Heredia-Spínola a San Sebastián y se ofreció a Isabel II para levantar hombres en armas y pelear en defensa de su trono mientras la reina permaneciese en España.
Al ser destronada Isabel II en 1868, Pérula se presentó en París a Don Carlos de Borbón, trabajando desde entonces activa y entusiastamente en la conspiración que precedió a la última guerra carlista. Asistió a la histórica Junta de Vevey, y el 21 de abril de 1872 se lanzó a campaña con el empleo de Teniente Coronel de Caballería.
De acuerdo con el Barón de Artagan, José Pérula se distinguió desde el primer momento como experto guerrillero e infatigable jinete, llegando a gozar, especialmente en Navarra de una enorme popularidad, tanto por su carácter franco, simpático y sin vacilaciones, como por su bravura nunca desmentida y el ardor bélico que sabía infundir en cuantos le rodeaban, siendo como el alma de la Caballería carlista. Se batió heroicamente en Oroquieta, en Puente-la-Reina y en Unzué, y no queriéndose adherir al Convenio de Amorevieta, emigró a Francia, viendo premiados sus servicios con el ascenso a Coronel.
El 21 de diciembre de 1872, a las inmediatas órdenes del General Nicolás Ollo, volvió a entrar en España el Coronel Pérula, quien a los tres días y con sólo 50 voluntarios rindió ya la guarnición de Sesma (su pueblo natal) apoderándose en él de 40 carabinas y varios caballos. Entró después en Estella; asistió á las acciones de Salinas de Oro, de Munárriz, de Ulibarri, de Caparroso, de Villafranca y de Olcoz, sosteniéndose a pesar de verse acosado siempre por varias columnas enemigas, logrando aumentar en todas partes sus caballos y su armamento.
A principios de febrero de 1873 realizó una atrevida y fructífera excursión, llegando por la llanada de Álava hasta Vizcaya. Se batió en Miravalles y Elejabeitia, y antes de finar aquel mes organizó el Regimiento de Caballería de Navarra (que fue el primero de dicha Arma que tuvo el Ejército carlista del Norte), viendo premiado tan relevante servicio con la Placa Roja de tercera clase de la Real Orden del Mérito Militar.
Después de distinguirse en el combate de Monreal pasó el Coronel Pérula el Ebro y con sólo cuatro Compañías y un Escuadrón recorrió gran parte de las provincias de Logroño, de Burgos y de Álava, a pesar de ocuparlas numerosas guarniciones, a muchas de las cuales logró desarmar, y regresó con rico botín a Navarra sin llegar a perder ni un solo hombre, a pesar de la activa persecución de que fue objeto por parte de los comandantes generales de toda aquella región. Volvió a batirse en la acción de Allo, en la conquista de Estella y en la batalla de Montejurra; protegió Estella durante las operaciones de la línea de Somorrostro y fue ascendido a Brigadier en junio de 1874.

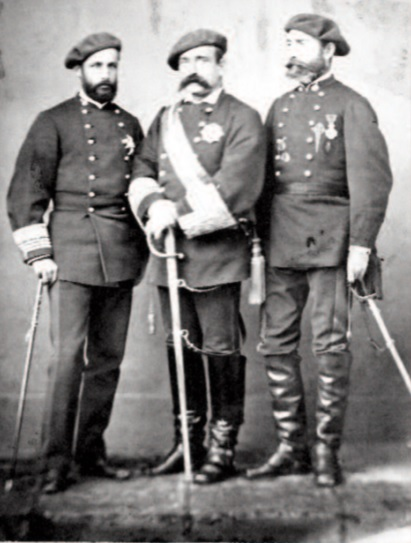
El general Pérula, comandante general de Navarra (centro), acompañado del brigadier Pérez de Guzmán (derecha) y el coronel Fernández de Prada (izquierda)

Mandando los Batallones 3.°, 4.° y 6.° de Navarra se distinguió nuevamente en la batalla de Abárzuza el Brigadier Pérula, quien después de asistir a la acción de Oteiza, realizó con los Batallones 1.º, 2.º y 7.º de Navarra y dos Escuadrones una célebre expedición a Calahorra, en la que hizo cerca de cien prisioneros y se apoderó de más de 300 fusiles, atravesado al efecto por en medio de dos Cuerpos de Ejército republicanos con inconcebible actividad y bravura, palabras textuales de la Narración militar de la guerra carlista, escrita por el ilustre Cuerpo de Estado Mayor del Ejército.
Figuró después en las operaciones de la línea del Carrascal; ganó la Gran Cruz Roja de la Real Orden del Mérito Militar en la victoria de Biurrun en la que conquistaron la Corbata de la Real y Militar Orden de San Fernando los Batallones 2.º y 3.º de Navarra y 2.° de Castilla y un Escuadrón de Navarra al mando de Juan de Ortigosa, cuyos Cuerpos fueron los que dirigió el Brigadier Pérula en aquella jornada gloriosa para las armas carlistas.
La acción de Monte San Juan aumentó el prestigio del Brigadier Pérula, quien después se distinguió también como defensor del General Cevallos, probando de una manera evidente su inculpabilidad en el mal resultado de las operaciones sobre Irún, logrando el sobreseimiento de la causa que con motivo de ellas se le formó, así como la rehabilitación oficial de aquel General carlista ante la opinión pública.
En la batalla de Lácar, victoria memorable para los carlistas, Pérula ganó la faja de mariscal de Campo. Más tarde, ejerció el alto cargo de comandante general carlista de Navarra, disfrutó luego de licencia por enfermo, y a principios de julio de 1875 fue nombrado general en jefe del Ejército carlista del Norte, en sustitución de Torcuato Mendiry. 
Al día siguiente de hacerse cargo de este nuevo mando se libró la batalla de Zumelzu (o de Treviño) tan desgraciada para el Carlismo; en ella acreditó una vez más su nunca desmentida bravura el General Pérula, quien ganó después la Gran Cruz de la Real y Militar Orden de San Fernando en los combates de Lumbier, venciendo en ellos, con solo cuatro Batallones, dos Baterías y dos Escuadrones a dieciséis batallones y dos regimientos de Caballería alfonsinos, con numerosa artillería. Pero habiendo sido vencido al mes siguiente por el General en jefe liberal Genaro de Quesada en la línea de Miravalles-Oricáin, presentó la dimisión del Generalato en jefe a Don Carlos, quien se la aceptó, confiriéndole al propio tiempo la Comandancia General de Navarra.
El 30 de enero de 1876 rechazó el General Pérula a los liberales en Santa Bárbara de Mañeru, y después de operar por Navarra durante el siguiente mes de febrero, emigró a Francia el mismo día que Don Carlos.
Pérula fue blanco de acerbas censuras por parte de muchos carlistas con motivo de las últimas operaciones de la guerra, llegando algunos a tacharle de traidor. Sobre este delicado asunto, el General de Artillería Antonio de Brea en su Campaña del Norte de 1873 á 1876 (obra entusiasta y calurosamente aprobada por Don Carlos con fecha de 24 de febrero de 1898, desde Venecia) dice, entre otras cosas, lo siguiente:

El que más aparece como blanco de las sospechas de traición es el General Pérula; sin embargo, en ninguna parte hemos encontrado pruebas irrecusables de tan grave delito, ni de palabra han llegado hasta nosotros más que suposiciones ó aseveraciones, más ó menos respetables; pero que por, sí solas y sin demostración clara de las mismas, no las conceptuamos suficiente elemento para legar á la historias el nombre de D. José Pérula con el dictado de traidor, baldón mayor que ningún otro entre todos los que pueden afrentar la memoria de quien ha tenido ó tiene el honor de ceñir espada.

A nuestro juicio, la conducta de Pérula en el Baztán pudo suministrar, acaso, algún indicio, pues sus idas y venidas no tienen fácil explicación; nosotros, sin embargo, preferimos atribuir su actitud de aquellos días á una especie de atolondramiento hijo de la misma fogosidad de su carácter y de lo crítico y doloroso de las circunstancias del momento, pues si es que llegó á obrar con deliber ado propósito de traicionar la Causa bajo cuyas banderas militaba, nos parece incomprensible en su peculiar rudeza toda la exquisita diplomacia y perfecto disimulo que debió emplear para que no pudieran conocer sus planes ni aun sus más allegados; porque hay que tener en cuenta que el General navarro tenía á su lado como Jefe de Estado Mayor á un cristiano caballero, el Brigadier de Artillería D. José Pérez de Guzmán, á quien hemos tratado con fraternal amistad desde la infancia, de cuya conducta militar podemos responder como de nosotros mismos, de quien podemos asegurar que siempre le conocimos como vivo recuerdo de aquellas órdenes religiosas y guerreras á la par que tanta gloria dieron á la Patria en la Edad Media (una de cuyas insignias, la de Santiago, cruza su pecho desde tiempo inmemorial) y de quien abrigamos la convicción profunda de que no habría tolerado en su inmediato jefe una traición. Aún aportaremos otros datos relativos á la discutida personalidad de Pérula: le vimos en la emigración y después de su regreso á España. En Burdeos hacía una vida bien modesta, por cierto, y en Madrid la hacía más modesta aún, habitando en una casa de huéspedes de las que pudieran calificarse de más que humildes, en un cuarto por demás chico é insalubre. ¡Así vivía un hombre que, al fin y al cabo, había llegado á mandar en Jefe un Ejército tan respetable como el de los carlistas del Norte! ¡Si es que realmente fué traidor, bien poco debió valerle esto, toda vez que su situación económica era tan precaria; y en cuanto á honores, sólo tenía los de Caballero de San Fernando, cuya Cruz había ganado bravamente peleando por el honor de España en la gloriosa guerra de Africa! Algunas veces asistía Pérula á la mesa y á la tertulia de su paisano y excelente amigo el Conde de Heredia Spínola; y, por último, para poder vivir tuvo que aceptar un destino civil que le proporcionaron en la Habana, y que no era, ni mucho menos, de los que por sus emolumentos pudieran haber llamado la atención; no probándole bien el clima de Cuba hubo de regresar en breve á la Península y falleció pobre en la Coruña. ¿Fué, pues, Pérula un traidor? Sólo Dios lo sabe; nosotros no lo creemos.